# Wied-Runkel
Wied-Runkel fue un pequeño estado soberano alemán. Wied-Runkel estaba localizado en torno a la ciudad y castillo de Runkel, situado en el río Lahn. Se extendía desde la ciudad de Runkel hasta más al norte de Schupbach, pero también sostenía un exclave al este de Villmar.
Wied-Runkel era una partición de Wied, y fue elevado de Condado a Principado en 1791. Fue mediatizado a Nassau.

## Gobernantes

### Condes de Wied-Runkel (1698-1791)
- 1631-1698: Federico III
- 1698-1699: Juan Federico Guillermo de Wied-Runkel († 1698)
- 1692-1706: Maximiliano Enrique de Wied-Runkel († 1706), su nieto
- 1706-1762: Juan Luis Adolfo de Wied-Runkel († 1762), su hijo
- 1762-1791: Cristián Luis de Wied-Runkel († 1791), su hijo

### Príncipes de Wied-Runkel (1791-1806)
- 1791-1791: Cristián Luis de Wied-Runkel († 1791)
- 1791-1806: Carlos Luis Federico Alejandro († 1824), su hijo

### Jefes de la Casa de Wied-Runkel (1806-1824)
- Carlos Luis Federico Alejandro (1806-1824)
- Federico Luis (1824)

Extinción de la casa y el patrimonio pasa a la línea de Wied-Neuwied